# Hendrik Delport
Pour les articles homonymes, voir Delport.
Hendrik Delport , né le 16 octobre 1900 à Tirlemont et y décédé le 22 avril 1981 fut un homme politique belge, membre du CVP.
Delport fut ingénieur civil électro-mécanicien (1923, Université catholique de Louvain); il fut aussi syndicaliste et résistant pendant la 2e guerre mondiale. Il fut créé officier de l'ordre de Léopold, médaille de commémoration, médaille civique, Croix de guerre.
Il fut élu conseiller communal de Tirlemont (1946-1958); sénateur de l'arrondissement de Louvain (1946-1965).

## Sources
- Bio sur ODIS